# IFFHS
IFFHS (англ. International Federation of Football History & Statistics, Міжнародна федерація футбольної історії і статистики) — міжнародна організація, яка збирає і систематизує футбольну статистику світу. Її засновано в 1984 р. Штаб-квартира розташована в Бонні (Німеччина).
Щороку IFFHS вручає нагороди для найкращого у світі:
- судді
- тренера національної збірної
- тренера клубу
- бомбардира національної збірної
- бомбардира національних чемпіонатів
- найрезультативнішого бомбардира національних чемпіонатів за показником голи/матчі

## Найкращі у XX сторіччі
У 2000 році організація оприлюднила список найсильніших футболістів XX сторіччя
Найсильніші польові гравці:
| Місце | Гравець                 | Збірна             |
| ----- | ----------------------- | ------------------ |
| 1.    | Пеле                    | Бразилія           |
| 2.    | Йоган Кройфф            | Нідерланди         |
| 3.    | Франц Бекенбауер        | Німеччина          |
| 4.    | Альфредо Ді Стефано     | Аргентина/ Іспанія |
| 5.    | Дієґо Марадона          | Аргентина          |
| 6.    | Ференц Пушкаш           | Угорщина/ Іспанія  |
| 7.    | Мішель Платіні          | Франція            |
| 8.    | Ґаррінша                | Бразилія           |
| 9.    | Еусебіу                 | Португалія         |
| 10.   | Боббі Чарлтон           | Англія             |
| 11.   | Стенлі Меттьюз          | Англія             |
| 12.   | Марко ван Бастен        | Нідерланди         |
| 13.   | Ґерд Мюллер             | Німеччина          |
| 14.   | Зіку                    | Бразилія           |
| 15.   | Лотар Маттеус           | Німеччина          |
| 16.   | Джордж Бест             | Північна Ірландія  |
| 17.   | Хуан-Альберто Скьяффіно | Уругвай            |
| 18.   | Рууд Гулліт             | Нідерланди         |
| 19.   | Діді                    | Бразилія           |
| 20.   | Джанні Рівера           | Італія             |

Найкращі воротарі:
| Місце | Гравець        | Збірна    |
| ----- | -------------- | --------- |
| 1.    | Лев Яшин       | СРСР      |
| 2.    | Ґордон Бенкс   | Англія    |
| 3.    | Діно Дзофф     | Італія    |
| 4.    | Зепп Маєр      | Німеччина |
| 5.    | Рікардо Самора | Іспанія   |